# Avenida Atlântica
A Avenida Atlântica é um dos principais logradouros da cidade do Rio de Janeiro. A avenida une o bairro do Leme ao de Copacabana, margeando as praias de ambos, banhadas pelo Oceano Atlântico.
A Avenida Atlântica começa na Praça Almirante Júlio de Noronha, no Leme e termina no Posto 6, na Praça Coronel Eugênio Franco.

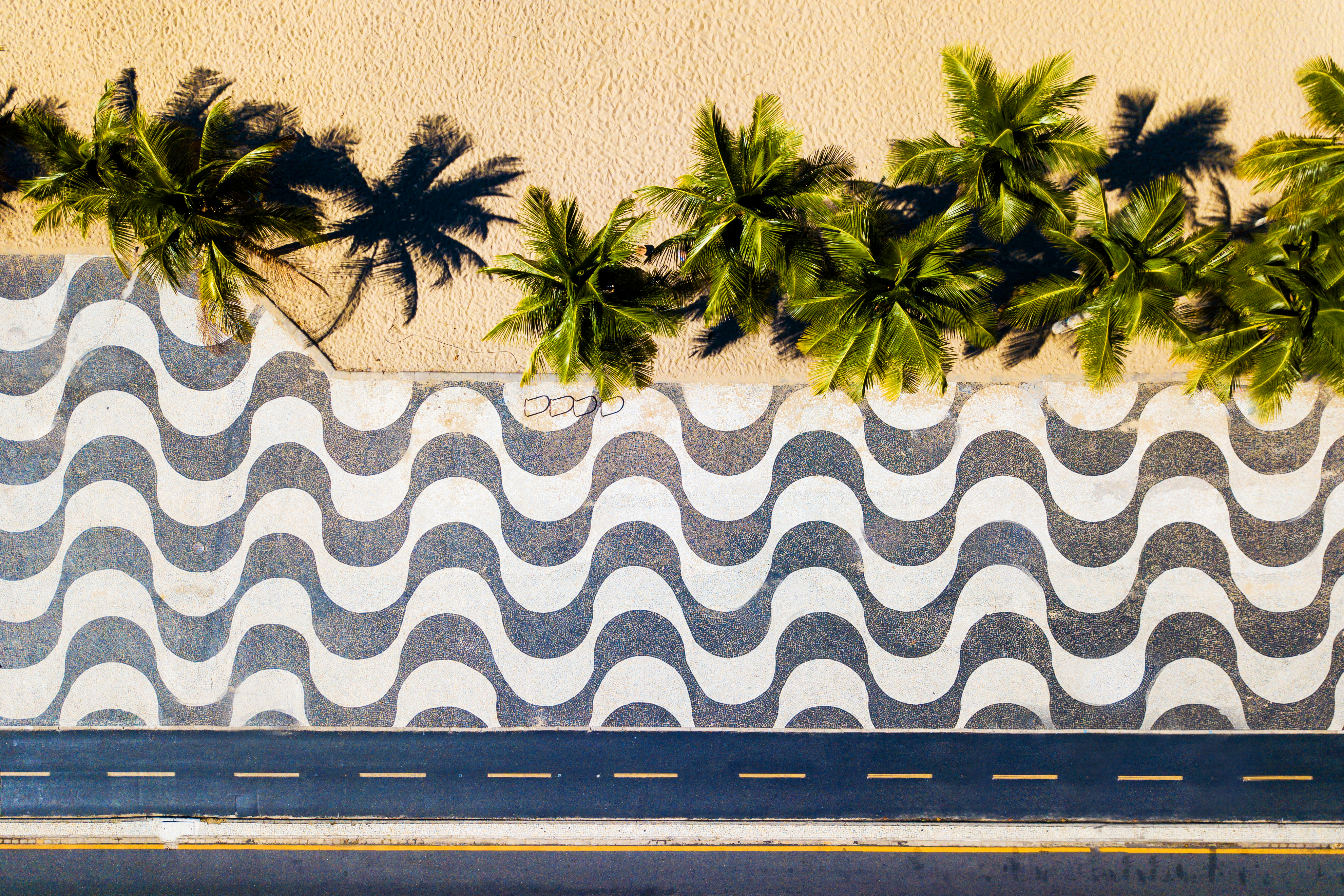
O icônico Calçadão da Praia de Copacabana.

Sua construção foi iniciada em 1905, durante a gestão de Pereira Passos como prefeito, sendo inaugurada em 1906, na administração de Souza Aguiar.
No início da década de 1970, durante o governo de Negrão de Lima, a Avenida Atlântica foi duplicada, ganhando o calçadão central com mosaicos de pedras portuguesas, em preto, branco e vermelho, para representar as etnias que formaram o Brasil, desenhados por Roberto Burle Marx. Em 1975, foram erguidos os novos postos de salvamento. Em 1988, a areia ganhou coqueiros. Em 1992, o estacionamento ao lado da praia deu lugar a uma ciclovia. Em 2005, com o projeto Rio Orla, a avenida ganhou novos quiosques.
Na avenida moravam ou moram o jornalista Assis Chateaubriand, os políticos Fernando Collor, Juscelino Kubitschek e Leonel Brizola, o arquiteto Oscar Niemeyer, os cantores Dorival Caymmi, Gilberto Gil e Henri Salvador, o ex-técnico e ex-jogador de futebol Telê Santana, a novelista Glória Perez, a cantora Elza Soares, o escritor Paulo Coelho, o poeta Waldo Motta, o professor e escritor Jorge Rios, diversos empresários, o cineasta Ipojuca Pontes, o diretor global Jorge Fernando, a atriz Maitê Proença, dentre outras personalidades e empreendedores.
Dentre seus edifícios mais famosos, além do celebrado Copacabana Palace, estão o Edifício Machado de Assis, o Regina Feigl, Edifício Chopin e o neoclássico Edifício Lellis, mais antigo prédio residencial da avenida.

## Eventos
A Avenida Atlântica pode ser considerada como a "avenida dos eventos" na cidade do Rio de Janeiro. É nela que ocorre a maior festa de Réveillon do Brasil, onde aproximadamente 2 milhões de pessoas comemoram todos os anos a chegada do ano-novo. Além disto, é constantemente palco de eventos esportivos como maratonas e campeonatos de esportes como skate, vôlei de praia e futebol de praia. Shows musicais de bandas e astros internacionais famosos como os Rolling Stones também são uma constante na Avenida Atlântica.